# Мьорт е Мозел
Мьорт е Мозел (на френски: Meurthe-et-Moselle, „Мьорт и Мозел“) е департамент в регион Гранд Ест, североизточна Франция. Образуван е през 1871 година от частите на департаментите Мьорт и Мозел, които остават френски и след Франкфуртския договор. Площта му е 5246 км², а населението – 730 593 души (2016). Административен център е град Нанси.